# Viceita
Viceita, pleme američkih Indijanaca srodno Bribrima. živjeli su u jugozapadnoj Kostariki i govorili dijalektom bribri jezika, porodica talamanka. Drugi autori klasificiraju jezike bribri i cabecar, chibchanskoj skupini viceitskih jezika (viceitic). Karl Scherzer (1853, na 12 stranica, manuskript) i Philipp Valentini naprvili su u 19. stoljeću rječnike njihovbih riječi.